# John Denver and the Muppets: A Christmas Together
John Denver and the Muppets: A Christmas Together é o especial de televisão de Natal, estrelado pelos Muppets de Jim Henson e o cantor e compositor John Denver. O especial foi ao ar pela primeira vez em 5 de dezembro de 1979, na ABC. Nunca foi lançado em nenhum formato de vídeo doméstico padrão, mas o especial está disponível para visualização no Paley Center for Media, junto com outros especiais dos Muppets.

## Enredo
O especial abre com Denver e os Muppets cantando "The Twelve Days of Christmas". Para adicionar efeito cômico, Fozzie, o Urso esquece sua fala ("Sete cisnes nadando") e Miss Piggy enfatiza demais a dela ("Cinco anéis de ouro, ba-dum, bum, bum.") O enredo principal do resto do especial é a criação do próprio especial e um número musical especial para Miss Piggy. Durante a discussão de seu número, Miss Piggy confronta Denver em seu camarim sobre sua atração presumivelmente mútua. Miss Piggy, como uma boneca chamada Fifi, canta "I Will Wait for You" para Denver, que interpreta um soldado de madeira tentando acompanhar uma linha de soldados de madeira em marcha. O programa termina com Denver recitando a história do nascimento de Jesus e se juntando aos Muppets para cantar "Stille Nacht/Silent Night" enquanto as crianças na platéia se juntam.

## Elenco

John Denver and the Muppets: A Christmas Together

- John Denver como ele mesmo

### Elenco dos Muppets
- Jim Henson como Caco, o Sapo, Rowlf, o Cachorro, Dr. Dentuço, Chef Sueco, Waldorf, e Link Hogthrob
- Frank Oz como Miss Piggy, Urso Fozzie, e Animal
- Jerry Nelson como Robin, o Sapo, Sgt. Floyd Pepper, e Lew Zealand
- Richard Hunt como Scooter, Janice, Statler, e Beaker
- Dave Goelz como Gonzo, Dr. Bunsen Honeydew, e Zoot

## Trilha sonora
| Críticas profissionais | Críticas profissionais |
| Avaliações da crítica  | Avaliações da crítica  |
| Fonte                  | Avaliação              |
| ---------------------- | ---------------------- |
| AllMusic               | [ 1 ]                  |

O álbum da trilha sonora de mesmo nome tem 13 faixas de canções tradicionais de Natal e canções originais. Este álbum, originalmente lançado pela RCA Records em outubro de 1979, foi relançado em CD pelo próprio selo Windstar de Denver em 1990 e novamente pela LaserLight Digital em 1998; LaserLight o lançou mais uma vez em 2001, desta vez como uma versão abreviada de 10 faixas; o CD completo original foi posteriormente relançado em sua totalidade em 2006 (as faixas que faltavam anteriormente são "Have Yourself a Merry Little Christmas", "When the River Meets the Sea" e "Little Saint Nick).
Todos os lançamentos do álbum contêm uma gravação diferente de "The Twelve Days of Christmas" daquela apresentada no especial de TV, junto com sua versão de "Christmas Is Coming". "Have Yourself a Merry Little Christmas", "We Wish You a Merry Christmas" e "A Baby Just Like You" foram lançados como um single de vinil vermelho de 45 rpm (RCA PB-11767), enquanto "The Peace Carol", " We Wish You a Merry Christmas" e "Deck the Halls" foram lançados em um single promocional apenas para rádio (RCA PB-9463). Uma edição de partituras contém a maioria das músicas e as partituras.
| Lado A |                                          |                                        |                                               |         |  |
| N.º    | Título                                   | Compositor(es)                         | Intérprete(s)                                 | Duração |  |
| 1.     | "The Twelve Days of Christmas"           | Tradicional Frederic Austin Milt Okun  | John Denver e os Muppets                      | 04:23   |  |
| 2.     | "Have Yourself a Merry Little Christmas" | Hugh Martin Ralph Blane                | Rowlf, o Cachorro e o Denver                  | 01:50   |  |
| 3.     | "The Peace Carol"                        | [a]                                    | Denver e Scooter com os Muppets               | 02:47   |  |
| 4.     | "Christmas Is Coming"                    | Tradicional Beers [a]                  | Miss Piggy com Scooter, Gonzo e Robin, o Sapo | 01:13   |  |
| 5.     | "A Baby Just Like You"                   | John Denver Joe Henry                  | Denver com os Muppets                         | 02:54   |  |
| 6.     | "Deck the Halls"                         | Tradicional / Thomas Oliphant Okun [a] | Os Muppets                                    | 01:37   |  |
| 7.     | "When the River Meets the Sea"           | Paul Williams                          | Robin, o Sapo e Denver com os Muppets         | 02:43   |  |

| Lado B |                                                                                             |                                                                |                                |         |  |
| N.º    | Título                                                                                      | Compositor(es)                                                 | Intérprete(s)                  | Duração |  |
| 1.     | "Little Saint Nick"                                                                         | Brian Wilson Mike Love [b]                                     | Dr. Dentuço e os Caos Elétrico |         |  |
| 2.     | "Noel: Christmas Eve, 1913"                                                                 | Robert Bridges Lee Holdridge                                   | Denver                         |         |  |
| 3.     | "The Christmas Wish"                                                                        | Danny Wheetman                                                 | Caco, o Sapo e os Muppets      |         |  |
| 4.     | "Alfie, the Christmas Tree"/"Carol for a Christmas Tree"/"It's in Every One of Us" (Medley) | Denver / Holdridge / David Pomeranz                            | Denver com os Muppets          |         |  |
| 5.     | "Silent Night, Holy Night (Stille Nacht)"                                                   | Franz Xaver Gruber , Joseph Mohr , John Freeman Young Okun [a] | Denver com os Muppets          |         |  |
| 6.     | "We Wish You a Merry Christmas"                                                             | Traditional Okun [a]                                           | Denver com os Muppets          |         |  |

### Pessoal
Os seguintes créditos são provenientes de encarte incluído com o lançamento do álbum:
- John Denver – vocais principais e harmônicos, violão, violão de 12 cordas, arranjador

#### Elenco dos Muppets
- Dave Goelz – vocais principais e harmônicos
- Louise Gold – vocais de harmonia
- Jim Henson – vocais principais e harmônicos
- Richard Hunt – vocais principais e harmônicos
- Kathryn Mullen – vocais de harmonia
- Jerry Nelson – vocais principais e harmônicos
- Frank Oz – vocais principais e harmônicos
- Steve Whitmire – vocais de harmonia

#### Músicos de sessão
- Hal Blaine – bateria, percussão, arranjador
- Denny Brooks – violão, arranjador
- James Burton – violão, guitarra elétrica, dobro, arranjador
- Ray Charles – vocal arranger
- Emory Gordy Jr. – baixo, arranjador
- Glen D. Hardin – piano, piano elétrico, órgão elétrico, celesta, arranjador
- Lee Holdridge – arranjador de orquestra
- Jim Horn – flauta, apito, flauta alto, flauta baixo, saxofone barítono, arranjador
- Herb Pedersen – violão, guitarra elétrica, banjo, arranjador
- Danny Wheetman – bandolim, gaita, arranjador